# دانشگاه توئنته
دانشگاه صنعتی توئنته (به آلمانی: Universiteit Twente) (با تلفظ [ynivɛrsiˈtɛit ˈtʋɛntə]) دانشگاهی در شهر انسخده در هلند است. این دانشگاه برنامه‌های پژوهشی و آموزشی (دوره‌های منجر به مدارک تحصیلی) در علوم رفتاری و اجتماعی و همچنین مهندسی ارائه می‌کند. اعضای این دانشگاه در راستای حفظ رسالت و دیدگاه‌های کارآفرینانهٔ خود، به مشارکت اقتصادی و اجتماعی در منطقه‌ای که دانشگاه در آن واقع است، متعهد هستند. این دانشگاه با دانشگاه صنعتی دلفت و دانشگاه فنی آیندهوون تحت سند و نهادی به نام 3TU.Federation همکاری می‌کند. دانشگاه توئنته همچنین عضوی از کنسرسیوم اروپایی دانشگاه‌های مبتکر است.

## رتبه‌بندی‌ها

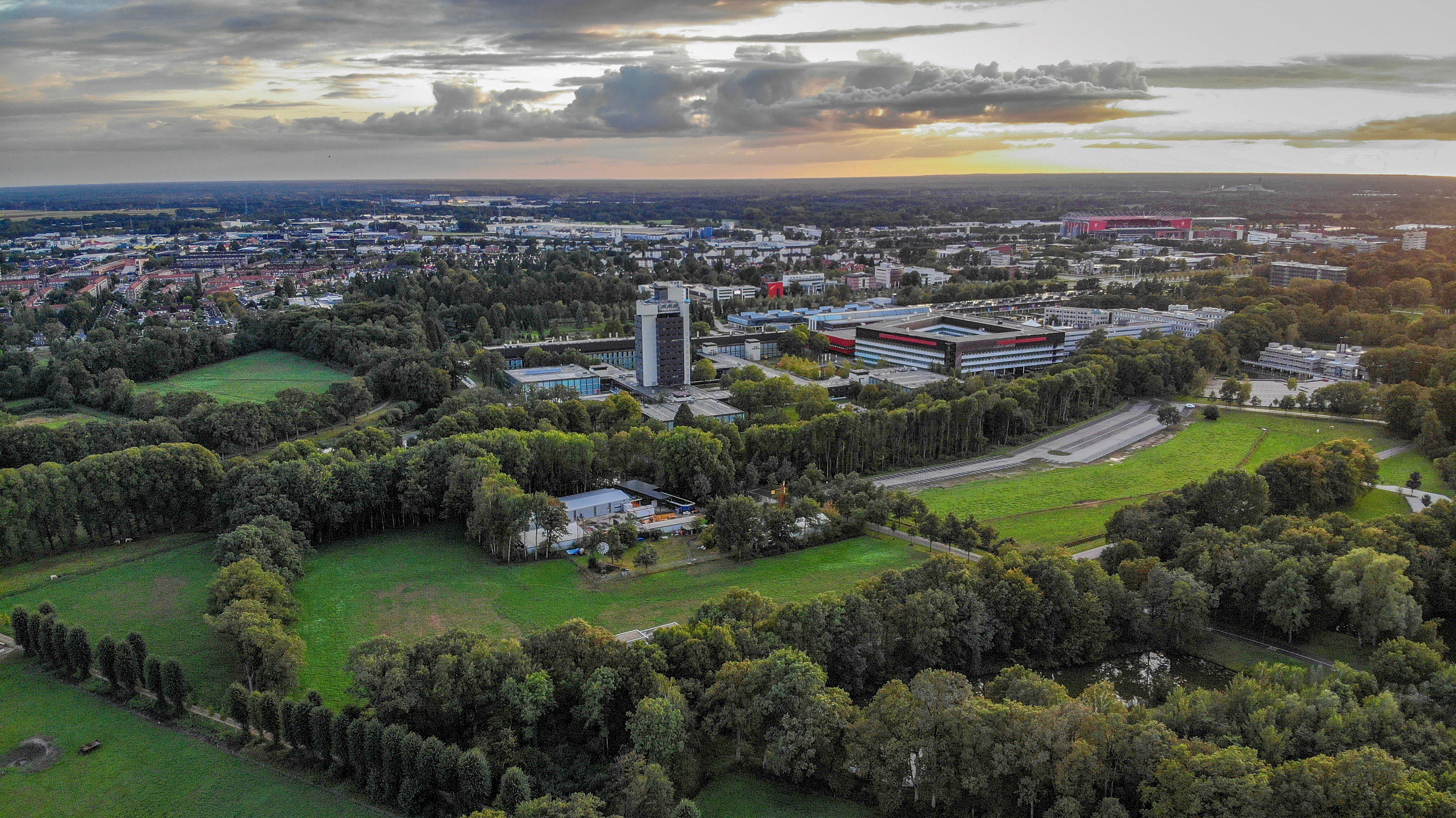
تصویری از محیط و فضای دانشگاه توئنته

در رده‌بندی دانشگاه لیدن در سال ۲۰۱۴، دانشگاه رتبهٔ جهانی ۱۰۲ و ۳۸اُم در اروپا را به دست آورده است. در رتبه‌بندی رتبه بندی جهانی دانشگاه‌های کیو. اس در سال ۲۰۱۳، دانشگاه رتبهٔ کلی ۲۲۸ جهانی را داشته است. رتبهٔ جهانی آن در مهندسی و فناوری، ۱۳۵؛ در علوم طبیعی، ۲۳۰ و در علوم اجتماعی و مدیریت، ۳۱۱ بوده است. در رتبه‌بندی سال ۱۴-۲۰۱۳ رده‌بندی آموزش عالی تایمز، دانشگاه، رتبهٔ ۱۷۰ را در سطح جهان ازآن خود کرده است. در همین رده‌بندی، دانشگاه رتبهٔ ۷۳ جهانی در علوم مهندسی را داشته است. در رتبه‌بندی دانشگاه‌های جهان (رتبه‌بندی شانگهای یا ARWU) دانشگاه رتبهٔ ۷۶ تا ۱۰۰ جهانی را دارا بوده است.
دانشگاه توئنته لقب کارآفرین‌ترین دانشگاه هلند را داراست.

## ارزش مدارک تحصیلی از سویوزارت علوم، تحقیقات و فناوریایران
دانشگاه توئنته در «کتاب نظام ارزشیابی مدارک تحصیلی خارج از ایران» که توسط وزارت علوم، تحقیقات و فناوری جمهوری اسلامی ایران تدوین می‌گردد و بیان‌گر ارزش یا عدم ارزش مدارک تحصیلی دانشگاه‌های خارج از ایران و همچنین طبقه‌بندی کیفی آنان است، دارای درجهٔ «ممتاز» (بالاترین درجهٔ کیفی) است و مدارک آن مورد تأیید این وزارت‌خانه هستند.